# Anton Josef Trčka

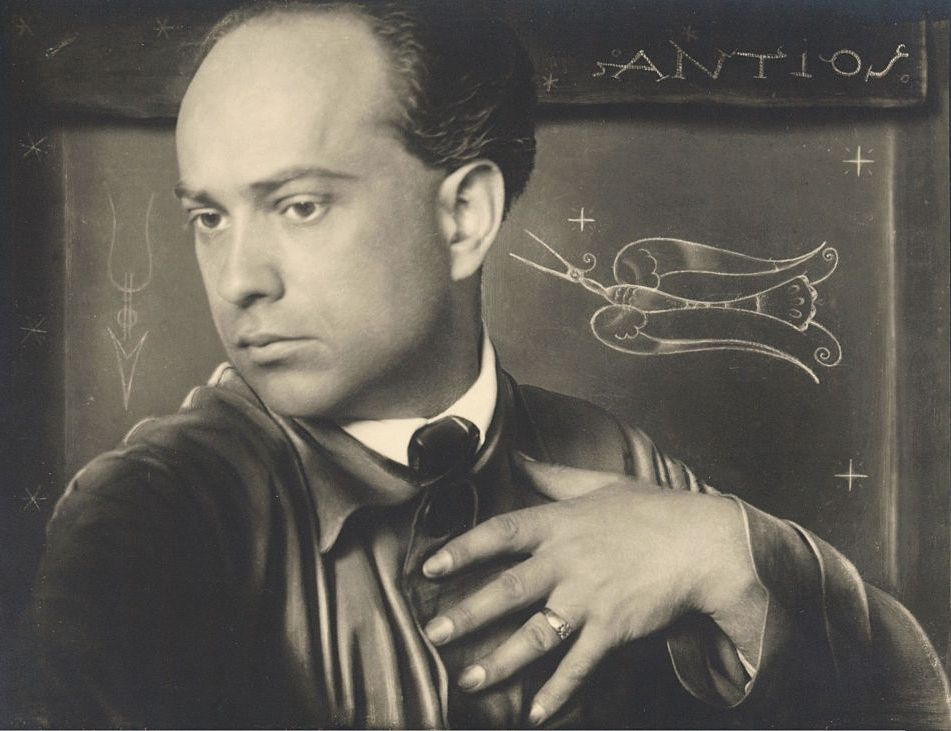
Anton Josef Trčka, Selbstporträt

Anton Josef Trčka (geboren 7. September 1893 in Wien, Österreich-Ungarn; gestorben 16. März 1940 ebenda) war ein tschechisch-österreichischer Fotograf, Maler und Schriftsteller.

## Leben

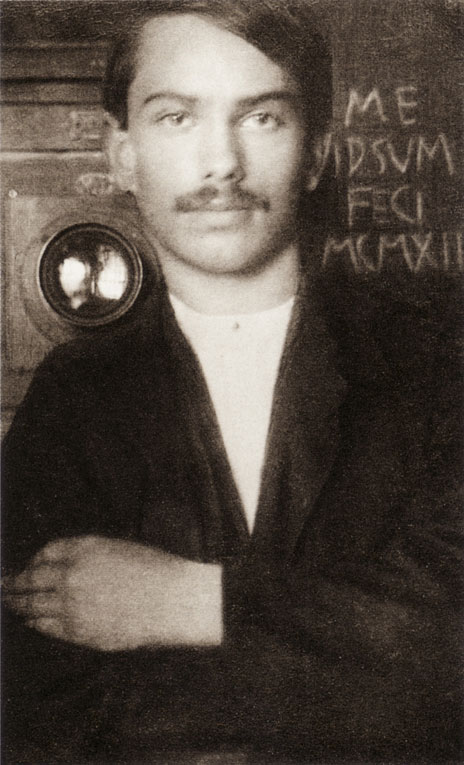
Selbstbildnis, 1912

Anton Josef Trčka war ein Sohn des aus Mähren nach Wien gezogenen Lebensmittelhändlers Josef Trčka (1868–1920) und der Eleonore Trčka (1867–1909). Trčka blieb der tschechischen Sprache seiner Familie verbunden. Er besuchte von 1911 bis 1915 die K.k. Graphische Lehr- und Versuchsanstalt in Wien in der Klasse bei Karel Novák. Dieser vermittelte ihm auch die zeitgenössische Malerei der Präraffaeliten und die Kunst des Symbolismus. In der Klasse waren auch Trude Fleischmann und Rudolf Koppitz. Seine Arbeiten signierte er mit ANTIOS.
Trčka experimentierte mit den neuen fotografischen Techniken. 1914 lernte er Egon Schiele und Gustav Klimt kennen, die er fortan häufig fotografierte und die ihn in ihren Bekanntenkreisen weiterempfahlen.
1916 bis 1918 leistete er Kriegsdienst, danach war er ab 1919 für die Militärphotoabteilung des Tschechoslowakischen Ministeriums für Öffentliche Arbeiten in Prag tätig, lebte jedoch weiter in Wien. 1918 heiratete er die wohlhabende Clara Schlesinger, sie hatten eine Tochter. Durch sie kam er in Kontakt mit Rudolf Steiner und dessen Anthroposophischer Gesellschaft. 1922 besuchte er den Anthroposophischen Kongress in Wien.
Trčka setzte sich mit dem ornamentalen Stil Klimts auseinander. Aus der tschechischen Folklore entwickelte er eigenwillige Aquarelle. Trčka schrieb auch Gedichte. Er war befreundet mit dem nationalistischen tschechischen Dichter Josef Svatopluk Machar. Er organisierte zwischen 1929 und 1937 Lesungen in seinem Atelier.
1924 begann er wieder zu fotografieren, arbeitete 1925 im Atelier von Hella Katz in Wien und gründete 1926 die „Ringwerkstätten für Kunsthandwerk und Lichtbildkunst“ in Wien. 1930 legte er noch die Meisterprüfung für Fotografen ab. Er stellte nur noch sporadisch aus und gab das Fotografieren nach 1930 ganz auf. Er arbeitete an seinen Dichtungen, für die aber nach 1924 keine Veröffentlichungen mehr nachweisbar sind.
Trčka starb 1940 an einer Kohlenstoffmonoxidvergiftung. Die Totenmaske nahm der Bildhauer Franz Seifert ab. Er wurde am Wiener Zentralfriedhof bestattet. Das Atelier mit dem dort gelagerten fotografischen, malerischen und schriftstellerischen Nachlass wurde 1944 im Bombenkrieg vernichtet. Trčkas Fotos aus Privatsammlungen wurden 1993 in Prag gezeigt und 1999 in Salzburg.

## Porträtfotografien (Auswahl)

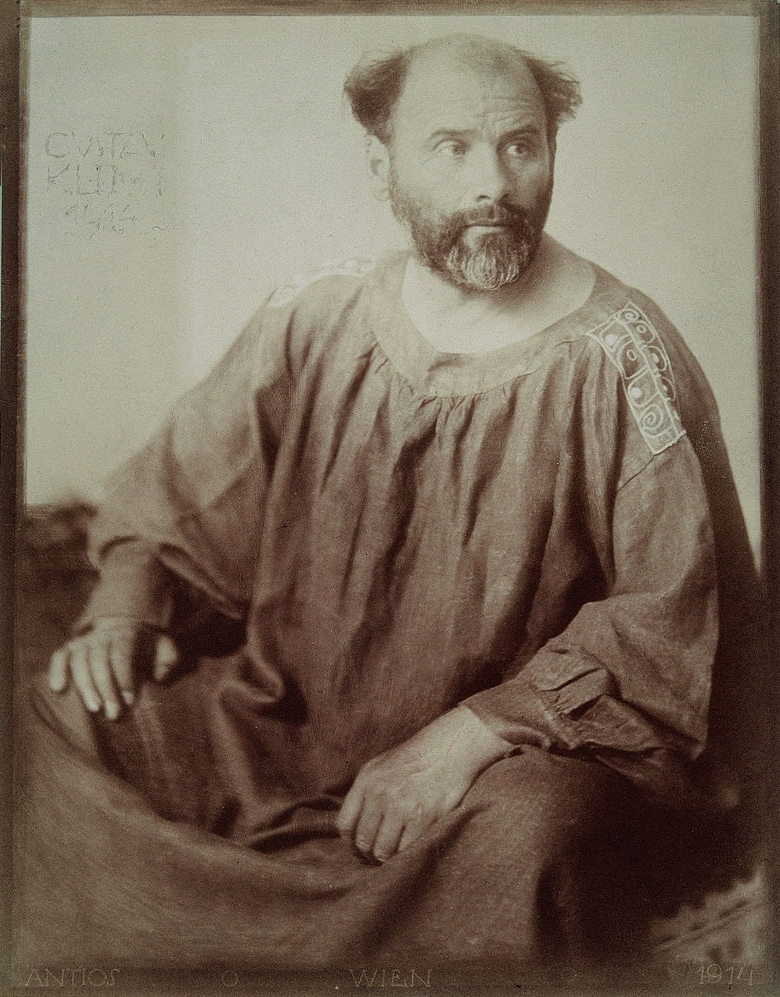
Gustav Klimt, 1914
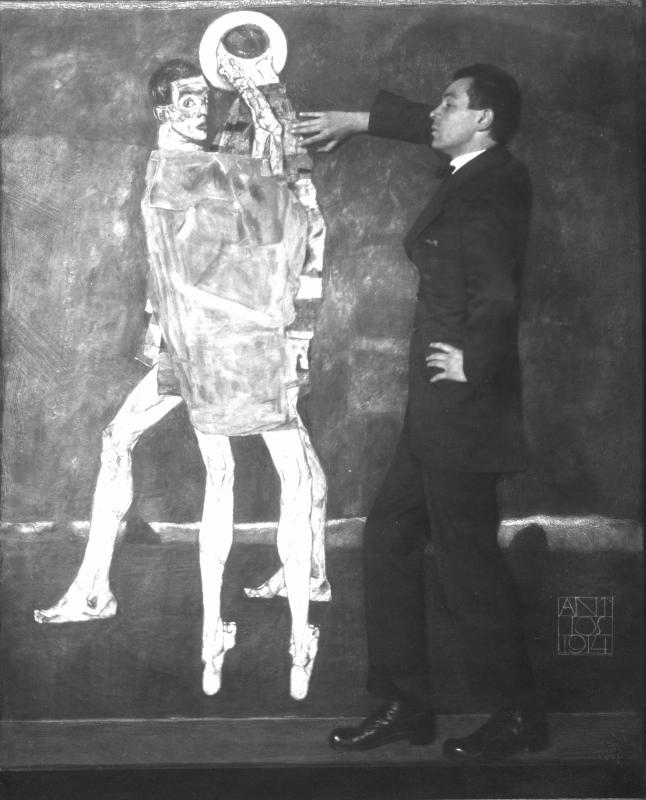
Egon Schiele, 1914
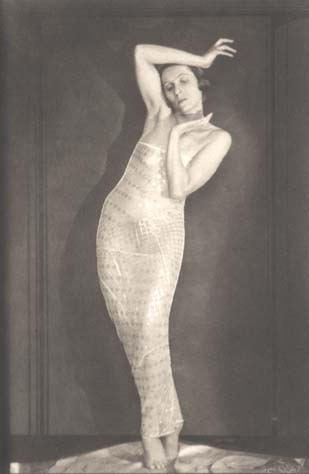
Ellinor Tordis (1926)